# Philippe Toledano
Pour les articles homonymes, voir Toledano (homonymie).
Philippe Toledano, né le 11 avril 1938 à Paris et mort le 5 juillet 2022, est un réalisateur et producteur français.

## Biographie
Philippe Toledano réalise un premier long métrage en 1971, Far from Dallas, qui sort en France en 1972.
Après s'être installé en Amérique du Sud, il a produit plusieurs films vénézuéliens tout en poursuivant son travail de réalisateur.

## Filmographie

### Réalisateur
- 1972 : Far from Dallas
- 1984 : Morituri
- 1989 : Vengeance à Caracas (épisode de la série télévisée Coplan)
- 1996 : Bésame mucho

### Producteur
- 1994 : Sicario de José Ramón Novoa
- 2000 : La mágica aventura de Óscar de Diana Sánchez